# Noemí Jiménez Reyes
María Noemí Jiménez Reyes (Ciudad de México, 1953) es una taxónoma, bióloga, conservadora, profesora, y botánica mexicana.

## Carrera
Licenciada en biología por la Escuela Nacional de Ciencias Biológicas, I.P.N., maestra en ciencias (biología) por la Facultad de Ciencias, UNAM; y, doctora en Ciencias Biológicas por la misma casa de altos estudios, con mención honorífica.
Es profesora investigadora del Instituto de Botánica, Departamento de Botánica y Zoología, Centro Universitario de Ciencias Biológicas y Agropecuarias, CUCBA, Universidad de Guadalajara, palinóloga mexicana (IBUG), conservadora de las colecciones palinológicos, y especialista en las familias Anacardiaceae, Malvaceae, Moraceae y solanáceas.
Es autora en la identificación y nombramiento de nuevas especies para la ciencia, a abril de 2016, posee tres registros de especies nuevas para la ciencia, especialmente de la familia Asteraceae, y con énfasis del género Verbesina (véase más abajo el vínculo a IPNI).

## Algunas publicaciones
- daniela Martínez-Juárez, noemí Jiménez-Reyes, Aarón Rodríguez. 2013. Nota sobre la distribución geográfica y morfología de Sisyrinchium platyphyllum (Iridaceae: Sisyrinchieae). Act. Bot. Mex, 102: 77 - 88. ISSN 0187-7151.
- noemí Jiménez Reyes, vanessa guadalupe Morales Rodríguez. 2005. Resultados preliminares del análisis polínico de una muestra de miel del apiario del Centro Universitario de Ciencias Biológicas y Aagropecuarias. Actas XVI Semana de la Investigación Científica, Avances en la Investigación Científica en el CUCBA.
- noemí Jiménez Reyes. 2003. Morfología de los granos de polen de la familia Malvaceae de Jalisco, México. IV Malachra, Malva, Malvastrum, Malvaviscus, Malvella, Modiola, Neobrittonia y Pavonia. Ibugana BOLETÍN IBUG 11 (1): 17 - 42.
- mollie Harker, noemí Jiménez-Reyes. 2001. Verbesina barrancae (Compositae, Heliantheae), a new species from Jalisco, Mexico. Brittonia 54 (3): 181 - 189 resumen.
- m.g. Pulido Ávila, noemí Jiménez-Reyes. 1998. «Contenido de granos de polen en una muestra de propóleo». Boletín, IBUG, 5 (1-3): 493 - 504.

### Libros
- luz María González Villarreal, noemí María Jiménez-Reyes. 2006. Flora de Jalisco. 20 p. UCV, Biblioteca Henri Pittier, Fundación Instituto Botánico de Venezuela,
- ----------------, ----------------. 2006. La familia Staphyleaceae en el estado de Jalisco, México. Volumen 20 de Flora de Jalisco. Editor Universidad de Guadalajara, 20 pp. ISBN 9702709881
- ----------------, ----------------, Leticia Hernández López. 2004a. La familia Hamamelidaceae en el estado de Jalisco, México. Volumen 18 de Colección Flora de Jalisco. Editor Universidad de Guadalajara, 29 pp. ISBN 970270569X

### Reseña de libros
- María noemí Jiménez-Reyes. 2011. Reseña del libro "Atlas de Polen de la Comarca Lagunera, México". ibugana 1: 61–62. [ISSN: 2007-5049].

## Membresías
- Sociedad Botánica de México.
- International Association for Plant Taxonomy (IAPT).
- American Society of Plant Taxonomists (ASPT).